# Javerlhac
Javerlhac e la Chapela Sent Robert (en francès Javerlhac-et-la-Chapelle-Saint-Robert) és un municipi francès situat al departament de la Dordonya i a la regió de la Nova Aquitània.

## Demografia
| 1962                                       | 1968  | 1975  | 1982  | 1990  | 1999 | 2007 |
| ------------------------------------------ | ----- | ----- | ----- | ----- | ---- | ---- |
| 1.175                                      | 1.129 | 1.071 | 1.004 | 1.064 | 918  | 899  |
| Des de 1962: població sense dobles comptes |       |       |       |       |      |      |

## Administració
| Període   | Identitat       | Partit |
| --------- | --------------- | ------ |
| 1990-2001 | James Boulestin |        |
| 2001-     | Roland Decourt  | UMP    |